# Coppa Europa di sci alpino 2005
La Coppa Europa di sci alpino 2005 fu la 34ª edizione della manifestazione organizzata dalla Federazione Internazionale Sci.
La stagione maschile iniziò il 25 novembre 2004 a Landgraaf, nei Paesi Bassi, e si concluse il 14 marzo 2005 a Roccaraso, in Italia; furono disputate 36 gare (6 discese libere, 5 supergiganti, 13 slalom giganti, 11 slalom speciali, 1 KO slalom), in 18 diverse località. Il norvegese Kjetil Jansrud e l'austriaco Hannes Reichelt si aggiudicarono a pari merito la classifica generale; Jansrud vinse anche quelle di slalom gigante e di slalom speciale, lo svizzero Konrad Hari quella di discesa libera e l'italiano Walter Girardi quella di supergigante. L'austriaco Matthias Lanzinger era il detentore uscente della Coppa generale.
La stagione femminile iniziò il 2 dicembre 2004 a Åre, in Svezia, e si concluse l'11 marzo 2005 a Roccaraso, in Italia; furono disputate 32 gare (6 discese libere, 6 supergiganti, 11 slalom giganti, 9 slalom speciali), in 16 diverse località. L'austriaca Andrea Fischbacher si aggiudicò la classifica generale; la svizzera Carmen Casanova vinse quella di discesa libera, le austriache Ingrid Rumpfhuber e Michaela Kirchgasser rispettivamente quella di supergigante e di slalom gigante, la polacca Katarzyna Karasińska quella di slalom speciale. L'austriaca Karin Blaser era la detentrice uscente della Coppa generale.
Fu inserita in calendario una gara a squadre mista, disputata durante le finali di Roccaraso.

## Uomini

### Risultati
| Data             | Località           | Nazione     | Spec. | Primo                | Secondo                           | Terzo                                 |
| ---------------- | ------------------ | ----------- | ----- | -------------------- | --------------------------------- | ------------------------------------- |
| 25 novembre 2004 | Landgraaf          | Paesi Bassi | KO SL | Lars Elton Myhre     | Kjetil Jansrud                    | André Myhrer                          |
| 1º dicembre 2004 | Levi               | Finlandia   | GS    | Mirko Deflorian      | Dominik Gschwenter                | Hannes Reichelt                       |
| 2 dicembre 2004  | Levi               | Finlandia   | GS    | Mirko Deflorian      | Dominik Gschwenter                | Olivier Brand                         |
| 6 dicembre 2004  | Valloire           | Francia     | GS    | Patrick Bechter      | Dominik Gschwenter                | Hannes Reichelt                       |
| 7 dicembre 2004  | Valloire           | Francia     | GS    | Florian Eisath       | Georg Streitberger                | Dominik Gschwenter                    |
| 16 dicembre 2004 | Obereggen          | Italia      | SL    | André Myhrer         | Ted Ligety                        | Martin Marinac                        |
| 17 dicembre 2004 | San Vigilio        | Italia      | GS    | Mirko Deflorian      | Kjetil Jansrud                    | Niklas Rainer                         |
| 18 dicembre 2004 | Pozza di Fassa     | Italia      | SL    | Kjetil Jansrud       | Martin Hansson                    | Hannes Paul Schmid                    |
| 20 dicembre 2004 | Špindlerův Mlýn    | Rep. Ceca   | SL    | Patrick Biggs        | Paul Stutz                        | Jean-Baptiste Grange Andreas Omminger |
| 21 dicembre 2004 | Špindlerův Mlýn    | Rep. Ceca   | SL    | Patrick Biggs        | Julien Lizeroux                   | Luca Tiezza                           |
| 9 gennaio 2005   | Bad Kleinkirchheim | Austria     | DH    | Konrad Hari          | Andreas Buder                     | Stephan Keppler                       |
| 10 gennaio 2005  | Bad Kleinkirchheim | Austria     | DH    | Konrad Hari          | Peter Struger                     | Werner Heel                           |
| 11 gennaio 2005  | Bad Kleinkirchheim | Austria     | SG    | Thomas Graggaber     | Walter Girardi                    | Ole Magnus Kulbeck                    |
| 13 gennaio 2005  | Bad Kleinkirchheim | Austria     | GS    | Niklas Rainer        | Kjetil Jansrud                    | Hannes Reichelt                       |
| 14 gennaio 2005  | Bad Kleinkirchheim | Austria     | GS    | Kjetil Jansrud       | Niklas Rainer                     | Peter Struger                         |
| 19 gennaio 2005  | Mellau             | Austria     | SL    | Kjetil Jansrud       | Reinfried Herbst                  | André Myhrer                          |
| 20 gennaio 2005  | Mellau             | Austria     | SL    | André Myhrer         | Martin Hansson                    | Marc Gini                             |
| 22 gennaio 2005  | La Plagne          | Francia     | SL    | Mattias Hargin       | Anton Lahdenperä Andreas Omminger |                                       |
| 26 gennaio 2005  | Tarvisio           | Italia      | DH    | Hannes Reichelt      | Matthias Lanzinger                | Andreas Buder                         |
| 27 gennaio 2005  | Tarvisio           | Italia      | DH    | Hannes Reichelt      | Roland Fischnaller                | Andreas Buder                         |
| 28 gennaio 2005  | Tarvisio           | Italia      | SG    | Hannes Reichelt      | Matthias Lanzinger                | Patrick Staudacher                    |
| 2 febbraio 2005  | Megève             | Francia     | DH    | Christoph Kornberger | Primož Skerbinek                  | Hannes Reichelt                       |
| 3 febbraio 2005  | Megève             | Francia     | SG    | Walter Girardi       | Christoph Kornberger              | Hannes Reichelt                       |
| 4 febbraio 2005  | Veysonnaz          | Svizzera    | GS    | Niklas Rainer        | Hannes Reichelt                   | Walter Girardi                        |
| 5 febbraio 2005  | Veysonnaz          | Svizzera    | SL    | Patrick Biggs        | Anton Lahdenperä                  | Kjetil Jansrud                        |
| 14 febbraio 2005 | Sella Nevea        | Italia      | SG    | Hannes Reichelt      | Walter Girardi                    | Patrick Staudacher                    |
| 15 febbraio 2005 | Sella Nevea        | Italia      | SG    | Walter Girardi       | Hannes Reichelt                   | Patrick Staudacher                    |
| 17 febbraio 2005 | Oberjoch           | Germania    | GS    | Hannes Reichelt      | Georg Streitberger                | Philipp Schörghofer                   |
| 18 febbraio 2005 | Oberjoch           | Germania    | GS    | Alberto Schieppati   | Daniel Albrecht                   | Hannes Reichelt                       |
| 1º marzo 2005    | Madesimo           | Italia      | SL    | Stéphane Tissot      | Felix Neureuther                  | Mitja Valenčič                        |
| 2 marzo 2005     | Madesimo           | Italia      | SL    | Patrick Biggs        | Felix Neureuther                  | Jure Košir                            |
| 7 marzo 2005     | Kranjska Gora      | Slovenia    | GS    | Dominik Gschwenter   | Patrick Bechter                   | Kjetil Jansrud                        |
| 8 marzo 2005     | Kranjska Gora      | Slovenia    | GS    | Hannes Reichelt      | Kjetil Jansrud                    | Patrick Bechter                       |
| 11 marzo 2005    | Roccaraso          | Italia      | DH    | Finlay Mickel        | Andreas Buder                     | Werner Heel                           |
| 13 marzo 2005    | Roccaraso          | Italia      | GS    | Kjetil Jansrud       | Patrick Bechter                   | Philipp Schörghofer                   |
| 14 marzo 2005    | Roccaraso          | Italia      | SL    | Martin Marinac       | Andreas Omminger                  | Mitja Dragšič                         |

Legenda:

DH = discesa libera

SG = supergigante

GS = slalom gigante

SL = slalom speciale

KO SL = KO slalom

### Classifiche

#### Generale
| Pos. | Nome               | Nazione  | Punti |
| ---- | ------------------ | -------- | ----- |
| 1    | Kjetil Jansrud     | Norvegia | 1206  |
| 1    | Hannes Reichelt    | Austria  | 1206  |
| 3    | Walter Girardi     | Italia   | 812   |
| 4    | Patrick Bechter    | Austria  | 800   |
| 5    | Olivier Brand      | Svizzera | 623   |
| 6    | Dominik Gschwenter | Austria  | 573   |
| 7    | Niklas Rainer      | Svezia   | 506   |
| 8    | Georg Streitberger | Austria  | 505   |
| 9    | Mirko Deflorian    | Italia   | 466   |
| 10   | Matthias Lanzinger | Austria  | 433   |

#### Discesa libera
| Pos. | Nome                 | Nazione  | Punti |
| ---- | -------------------- | -------- | ----- |
| 1    | Konrad Hari          | Svizzera | 312   |
| 2    | Andreas Buder        | Austria  | 302   |
| 3    | Hannes Reichelt      | Austria  | 301   |
| 4    | Christoph Kornberger | Austria  | 262   |
| 5    | Olivier Brand        | Svizzera | 192   |

#### Supergigante
| Pos. | Nome               | Nazione  | Punti |
| ---- | ------------------ | -------- | ----- |
| 1    | Walter Girardi     | Italia   | 405   |
| 2    | Hannes Reichelt    | Austria  | 340   |
| 3    | Patrick Staudacher | Italia   | 212   |
| 4    | Matthias Lanzinger | Austria  | 200   |
| 5    | Olivier Brand      | Svizzera | 174   |

#### Slalom gigante
| Pos. | Nome               | Nazione  | Punti |
| ---- | ------------------ | -------- | ----- |
| 1    | Kjetil Jansrud     | Norvegia | 653   |
| 2    | Patrick Bechter    | Austria  | 602   |
| 3    | Hannes Reichelt    | Austria  | 565   |
| 4    | Dominik Gschwenter | Austria  | 547   |
| 5    | Niklas Rainer      | Svezia   | 501   |

#### Slalom speciale
| Pos. | Nome             | Nazione  | Punti |
| ---- | ---------------- | -------- | ----- |
| 1    | Kjetil Jansrud   | Norvegia | 540   |
| 2    | Patrick Biggs    | Canada   | 429   |
| 3    | Andreas Omminger | Austria  | 325   |
| 4    | André Myhrer     | Svezia   | 320   |
| 5    | Martin Marinac   | Austria  | 317   |

## Donne

### Risultati
| Data             | Località              | Nazione  | Spec. | Prima                 | Seconda               | Terza               |
| ---------------- | --------------------- | -------- | ----- | --------------------- | --------------------- | ------------------- |
| 2 dicembre 2004  | Åre                   | Svezia   | SL    | Florine de Leymarie   | Katarzyna Karasińska  | Lisa Bremseth       |
| 3 dicembre 2004  | Åre                   | Svezia   | SL    | Henna Raita           | Katarzyna Karasińska  | Florine de Leymarie |
| 6 dicembre 2004  | Ål                    | Norvegia | GS    | Michaela Kirchgasser  | Kathrin Zettel        | Daniela Zeiser      |
| 7 dicembre 2004  | Ål                    | Norvegia | GS    | Michaela Kirchgasser  | Kathrin Zettel        | Carolina Ruiz       |
| 11 dicembre 2004 | Schruns               | Austria  | GS    | Michaela Kirchgasser  | María José Rienda     | Mateja Robnik       |
| 12 dicembre 2004 | Schruns               | Austria  | GS    | María José Rienda     | Maddalena Planatscher | Daniela Zeiser      |
| 15 dicembre 2004 | Altenmarkt-Zauchensee | Austria  | DH    | Silvia Berger         | Kathrin Zettel        | Andrea Fischbacher  |
| 16 dicembre 2004 | Altenmarkt-Zauchensee | Austria  | DH    | Andrea Fischbacher    | Silvia Berger         | Elena Fanchini      |
| 17 dicembre 2004 | Altenmarkt-Zauchensee | Austria  | SG    | Andrea Fischbacher    | Silvia Berger         | Regina Mader        |
| 8 gennaio 2005   | Leukerbad             | Svizzera | SL    | Katarzyna Karasińska  | Sandrine Aubert       | Anne Marie Müller   |
| 9 gennaio 2005   | Leukerbad             | Svizzera | SL    | Frida Hansdotter      | Eva-Maria Brem        | Katrin Triendl      |
| 11 gennaio 2005  | Megève                | Francia  | SG    | Carmen Casanova       | Ingrid Rumpfhuber     | Urška Rabič         |
| 14 gennaio 2005  | Megève                | Francia  | DH    | Carmen Casanova       | Nike Bent             | Daniela Müller      |
| 15 gennaio 2005  | Megève                | Francia  | DH    | Daniela Müller        | Carmen Casanova       | Nike Bent           |
| 17 gennaio 2005  | Courchevel            | Francia  | GS    | Maddalena Planatscher | Julie Duvillard       | Ana Drev            |
| 18 gennaio 2005  | Courchevel            | Francia  | GS    | Ana Drev              | Anja Blieninger       | Kathrin Zettel      |
| 20 gennaio 2005  | Lenggries             | Germania | SL    | Anja Blieninger       | Anne Marie Müller     | Sandrine Aubert     |
| 2 febbraio 2005  | Sarentino             | Italia   | DH    | Christine Sponring    | Alexandra Coletti     | Astrid Vierthaler   |
| 4 febbraio 2005  | Sarentino             | Italia   | SG    | Selina Heregger       | Ingrid Rumpfhuber     | Martina Geisler     |
| 5 febbraio 2005  | Castelrotto           | Italia   | SG    | Ingrid Rumpfhuber     | Andrea Fischbacher    | Selina Heregger     |
| 6 febbraio 2005  | Castelrotto           | Italia   | SG    | Christine Sponring    | Daniela Zeiser        | Camilla Borsotti    |
| 8 febbraio 2005  | Rogla                 | Slovenia | SL    | Henna Raita           | Anja Blieninger       | Claudia Morandini   |
| 9 febbraio 2005  | Rogla                 | Slovenia | SL    | Michaela Kirchgasser  | Katarzyna Karasińska  | Britt Janyk         |
| 17 febbraio 2005 | Pal                   | Andorra  | SL    | Monika Bergmann       | Henna Raita           | Frida Hansdotter    |
| 18 febbraio 2005 | La Molina             | Spagna   | GS    | Ana Jelušić           | Jessica Kelley        | Camilla Alfieri     |
| 28 febbraio 2005 | Passo del Tonale      | Italia   | GS    | Šárka Záhrobská       | Maria Pietilä Holmner | Kathrin Zettel      |
| 1º marzo 2005    | Passo del Tonale      | Italia   | GS    | Šárka Záhrobská       | Ingrid Jacquemod      | Kathrin Zettel      |
| 2 marzo 2005     | Passo del Tonale      | Italia   | SL    | Nika Fleiss           | Monika Bergmann       | Anja Blieninger     |
| 4 marzo 2005     | Abetone               | Italia   | GS    | Christine Sponring    | Monika Bergmann       | Carolina Ruiz       |
| 7 marzo 2005     | Roccaraso             | Italia   | SG    | Daniela Zeiser        | Selina Heregger       | Andrea Fischbacher  |
| 9 marzo 2005     | Roccaraso             | Italia   | DH    | Christine Sponring    | Monika Dumermuth      | Ingrid Rumpfhuber   |
| 11 marzo 2005    | Roccaraso             | Italia   | GS    | Michaela Kirchgasser  | Giulia Gianesini      | Camilla Alfieri     |

Legenda:

DH = discesa libera

SG = supergigante

GS = slalom gigante

SL = slalom speciale

### Classifiche

#### Generale
| Pos. | Nome                 | Nazione  | Punti |
| ---- | -------------------- | -------- | ----- |
| 1    | Andrea Fischbacher   | Austria  | 827   |
| 2    | Michaela Kirchgasser | Austria  | 724   |
| 3    | Daniela Zeiser       | Austria  | 603   |
| 4    | Anja Blieninger      | Germania | 569   |
| 4    | Christine Sponring   | Austria  | 569   |
| 6    | Kathrin Zettel       | Austria  | 556   |
| 7    | Ingrid Rumpfhuber    | Austria  | 552   |
| 8    | Giulia Gianesini     | Italia   | 433   |
| 9    | Silvia Berger        | Austria  | 426   |
| 10   | Katarzyna Karasińska | Polonia  | 421   |

#### Discesa libera
| Pos. | Nome               | Nazione  | Punti |
| ---- | ------------------ | -------- | ----- |
| 1    | Carmen Casanova    | Svizzera | 246   |
| 2    | Daniela Müller     | Austria  | 234   |
| 3    | Silvia Berger      | Austria  | 230   |
| 4    | Christine Sponring | Austria  | 200   |
| 5    | Nike Bent          | Svezia   | 190   |

#### Supergigante
| Pos. | Nome               | Nazione | Punti |
| ---- | ------------------ | ------- | ----- |
| 1    | Ingrid Rumpfhuber  | Austria | 379   |
| 2    | Andrea Fischbacher | Austria | 326   |
| 3    | Daniela Zeiser     | Austria | 245   |
| 4    | Selina Heregger    | Austria | 240   |
| 5    | Eveline Rohregger  | Austria | 180   |

#### Slalom gigante
| Pos. | Nome                 | Nazione  | Punti |
| ---- | -------------------- | -------- | ----- |
| 1    | Michaela Kirchgasser | Austria  | 483   |
| 2    | Kathrin Zettel       | Austria  | 376   |
| 3    | Ana Drev             | Slovenia | 374   |
| 4    | Carolina Ruiz        | Spagna   | 349   |
| 5    | Giulia Gianesini     | Italia   | 344   |

#### Slalom speciale
| Pos. | Nome                 | Nazione   | Punti |
| ---- | -------------------- | --------- | ----- |
| 1    | Katarzyna Karasińska | Polonia   | 421   |
| 2    | Henna Raita          | Finlandia | 356   |
| 3    | Anja Blieninger      | Germania  | 308   |
| 3    | Anne Marie Müller    | Norvegia  | 308   |
| 5    | Frida Hansdotter     | Svezia    | 296   |

## Misto

### Risultati
| Data          | Località  | Nazione | Spec. | Prima                                                                           | Seconda                                                                  | Terza                                                      |
| ------------- | --------- | ------- | ----- | ------------------------------------------------------------------------------- | ------------------------------------------------------------------------ | ---------------------------------------------------------- |
| 10 marzo 2005 | Roccaraso | Italia  | PR    | Germania/ Rep. Ceca Anja Blieninger Kathrin Hölzl Martin Vráblík Petr Záhrobský | Norvegia Lisa Bremseth Anne Marie Müller Lars Elton Myhre Andreas Nilsen | Svizzera Ella Alpiger Marc Berthod Karin Hess Patrick Küng |

Legenda:

PR = slalom parallelo